# Wigan (Engeland)
Wigan [ˈwɪɡən] is een plaats in het bestuurlijke gebied Wigan, in het Engelse graafschap Greater Manchester. De plaats telt 81.203 inwoners.
De stad ligt in de buurt van Manchester en Liverpool, aan de rivier de Douglas.

## Sport
De lokale betaaldvoetbalclub is Wigan Athletic en zij speelt haar wedstrijden in het DW Stadium. Wigan Athletic won in 2013 de FA Cup. 
Wigan warriors is een professionele rugby league club, welke uitkomt in de betfred super league. Met 22 super league, 19 challenge cup en 4 world club challenge overwinningen, is Wigan Warriors een van de meest succesvolle rugby league clubs ter wereld. Ook Wigan Warriors speelt haar wedstrijden in het DW Stadium.
In het Robin Park Tennis Centre organiseert de Professional Darts Corporation met enige regelmaat Players Championships en andere toernooien.

## Stedenband
- Angers (Frankrijk), sinds 1988

## Geboren in Wigan
- Ibinabo Jack (?), actrice
- George Formby (1904-1961), komiek
- Roy Kinnear (1934-1988), acteur
- Danny Wilson (1960), voetballer en voetbalcoach
- Greg Ellis (1968), acteur
- Richard Ashcroft (1971), zanger en songwriter

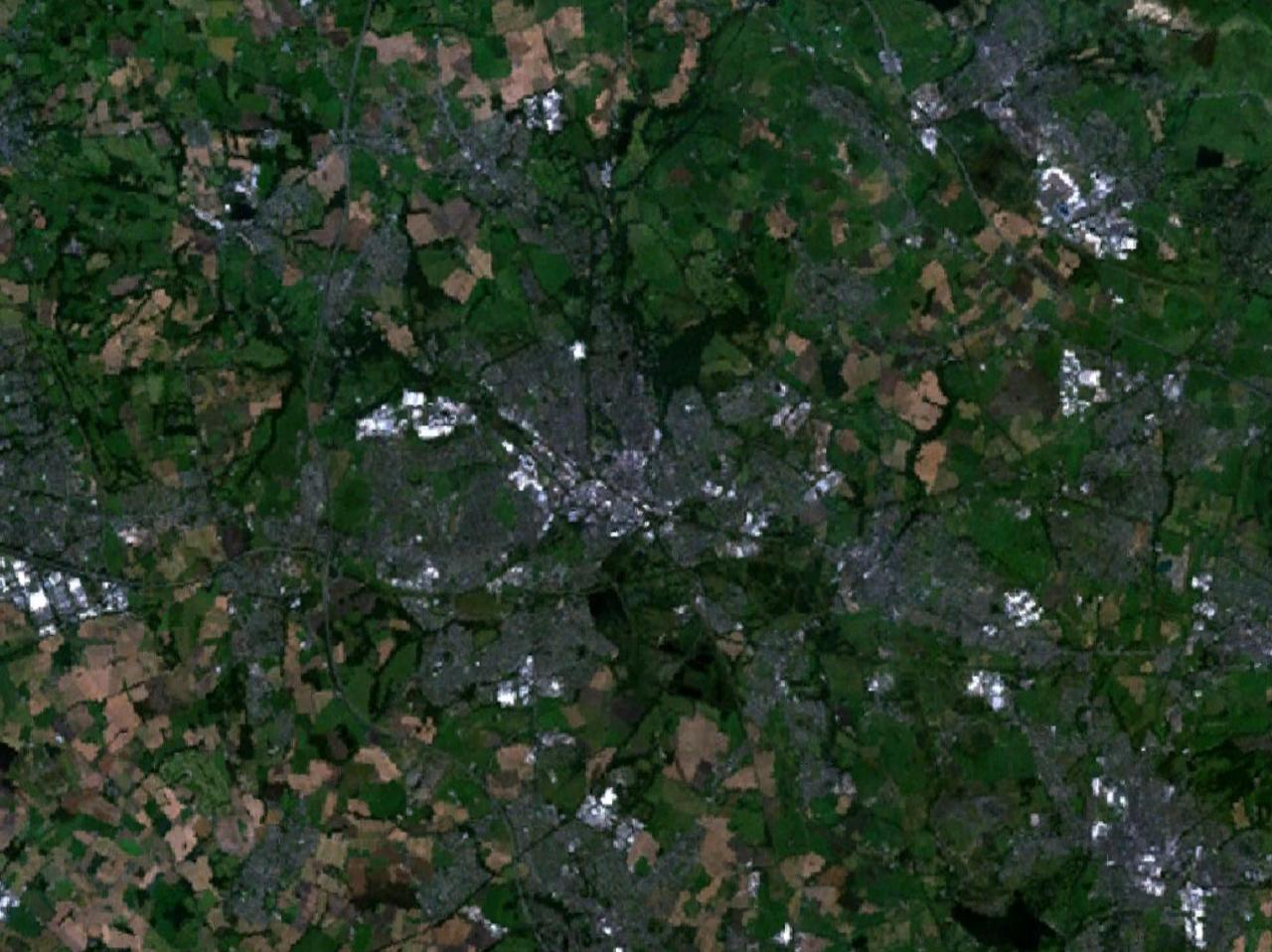
Satellietfoto

- Georgia Taylor (1980), actrice
- Kathryn Drysdale (1981), actrice
- Jenny Meadows (1981), atlete
- Leon Osman (1981), voetballer
- Ben Batt (1986), acteur
- Jason Lowe (1991), voetballer
- Ella Toone (1999), voetbalster
- Keely Hodgkinson (2002), atlete
- Lucy Thomas (2004), zangeres